# Харківці (Хмельницький район)
Харкі́вці — село в Україні, у Старосинявській селищній громаді Хмельницького району Хмельницької області. Населення становить 350 осіб.

## Географія
Село Харківці розташоване за 82 км від обласного центру та 25 км адміністративного центру селищної громади. Найближча залізнична станція Адампіль (за 14 км). 

## Історія
Село засноване 1500 року.
7 (20) листопада 1917 року, відповідно до Третього Універсалу Української Центральної Ради, увійшло до складу Української Народної Республіки.
13 серпня 2015 року, в ході децентралізації, село увійшло до складу Старосинявської селищної громади.
12 червня 2020 року, відповідно до розпорядження Кабінету Міністрів України № 727-р «Про визначення адміністративних центрів та затвердження територій територіальних громад Хмельницької області», увійшло до складу Старосинявської селищної громади.
19 липня 2020 року, в результаті адміністративно-територіальної реформи та ліквідації Старосинявського району, село увійшло до складу новоутвореного Хмельницького району.

## Населення

### Мова
Розподіл населення за рідною мовою за даними перепису 2001 року:
| Мова       | Кількість | Відсоток |
| ---------- | --------- | -------- |
| українська | 476       | 99.58%   |
| російська  | 2         | 0.42%    |
| Усього     | 478       | 100%     |

## Особистості
Уродженці села:
- Ладижець Володимир Іванович (1924—1991) — український поет та прозаїк, перекладач, лауреат премії імені Лесі Українки.
- Мончак Мефодій Степанович (1915—1944) — Герой Радянського Союзу.
- Тимощук Володимир Михайлович (1923—1966) — Герой Радянського Союзу[6].